# Archives Gerhard Richter
Les Archives Gerhard Richter furent érigées à l'initiative des Collections Nationales de Dresde. Cette institution a vu le jour, entre autres grâce à l’aide de Gerhard Richter lui-même, en 2005 et travaille en étroite collaboration avec le studio de l’artiste à Cologne.
Elles sont situées à Dresde, en Allemagne, au sein de l'Albertinum.
Ces archives ont permis à la Galerie Neue Meister d’entrer en possession de plus de 40 tableaux de ce peintre de Dresde. 

Les archives sont conçues comme un pôle de recherche et de communication autour de l’œuvre de Gerhard Richter. Elles réunissent tous les livres, catalogues, articles de journaux, vidéos et CD qui ont été publiés sur Gerhard Richter ou qui contiennent des informations pertinentes sur le peintre et son univers artistique.

On peut aussi trouver des écrits non publiés, des documents et des lettres fournis par Gerhard Richter lui-même.
Les archives Gerhard Richter organisent aussi des expositions et des évènements et travaillent à des publications, entre autres un catalogue raisonné sur les peintures et sculptures de Gerhard Richter.

## Source
- Brochure des Staatliche Kunstsammlungen Dresden